# Villeneuve-sur-Yonne
Villeneuve-sur-Yonne is een gemeente in het Franse departement Yonne (regio Bourgogne-Franche-Comté). De plaats maakt deel uit van het arrondissement Sens. Villeneuve-sur-Yonne telde op 1 januari 2022 5.130 inwoners.

## Geschiedenis

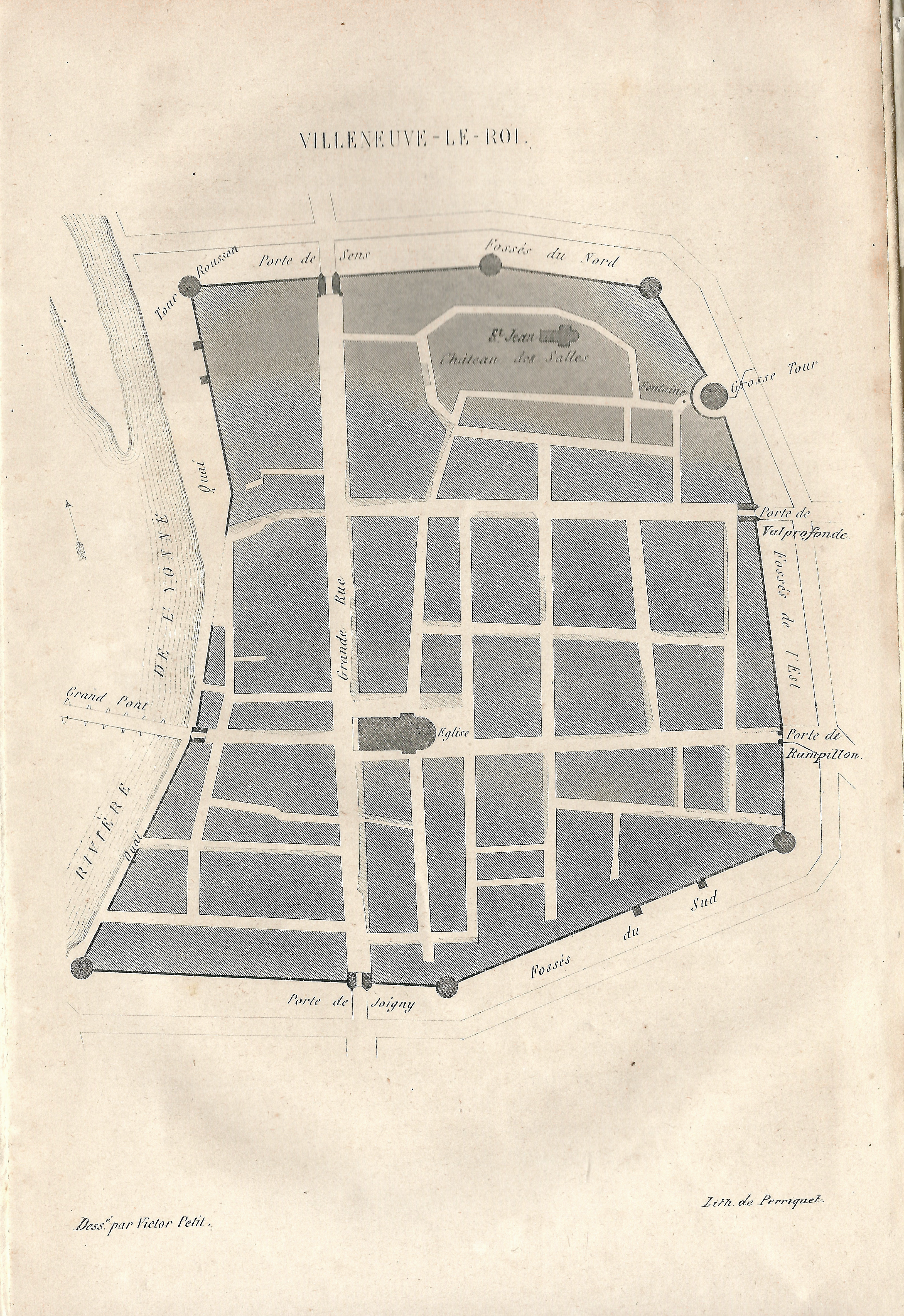
Stadsplan met de stadsomwalling uit 1848

De stad werd gesticht als Villeneuve-le-Roi door koning Lodewijk VII in 1163. Hij kocht hiervoor een terrein van de Abdij Saint-Marien in Auxerre. De plaats was strategisch gelegen aan de Yonne op de grens tussen het kroondomein en het graafschap Champagne. De stad kreeg een koninklijke baljuw en werd een handelscentrum. In de 13e eeuw werd een stenen brug over de Yonne gebouwd. Na de Honderdjarige Oorlog bloeide de stad tijdens de 16e en 17e eeuw. Via de rivierhaven werden hout, wijn en leder naar Parijs verscheept.
Na de Franse Revolutie kreeg de gemeente haar huidige naam. In 1849 opende het treinstation op de lijn Parijs-Dijon. Door de spoorwegen verloor de stad haar belang als rivierhaven en de lokale wijn werd weggeconcurreerd door de wijnen uit Zuid-Frankrijk. In de jaren 1970 kwam er een bedrijventerrein, een nieuw gemeentehuis en werd het ziekenhuis uitgebreid. De gemeente speelde ook in op het toerisme.

## Geografie
De oppervlakte van Villeneuve-sur-Yonne bedroeg op 1 januari 2022 40 vierkante kilometer; de bevolkingsdichtheid was toen 128,3 inwoners per km².
De onderstaande kaart toont de ligging van Villeneuve-sur-Yonne met de belangrijkste infrastructuur en aangrenzende gemeenten.

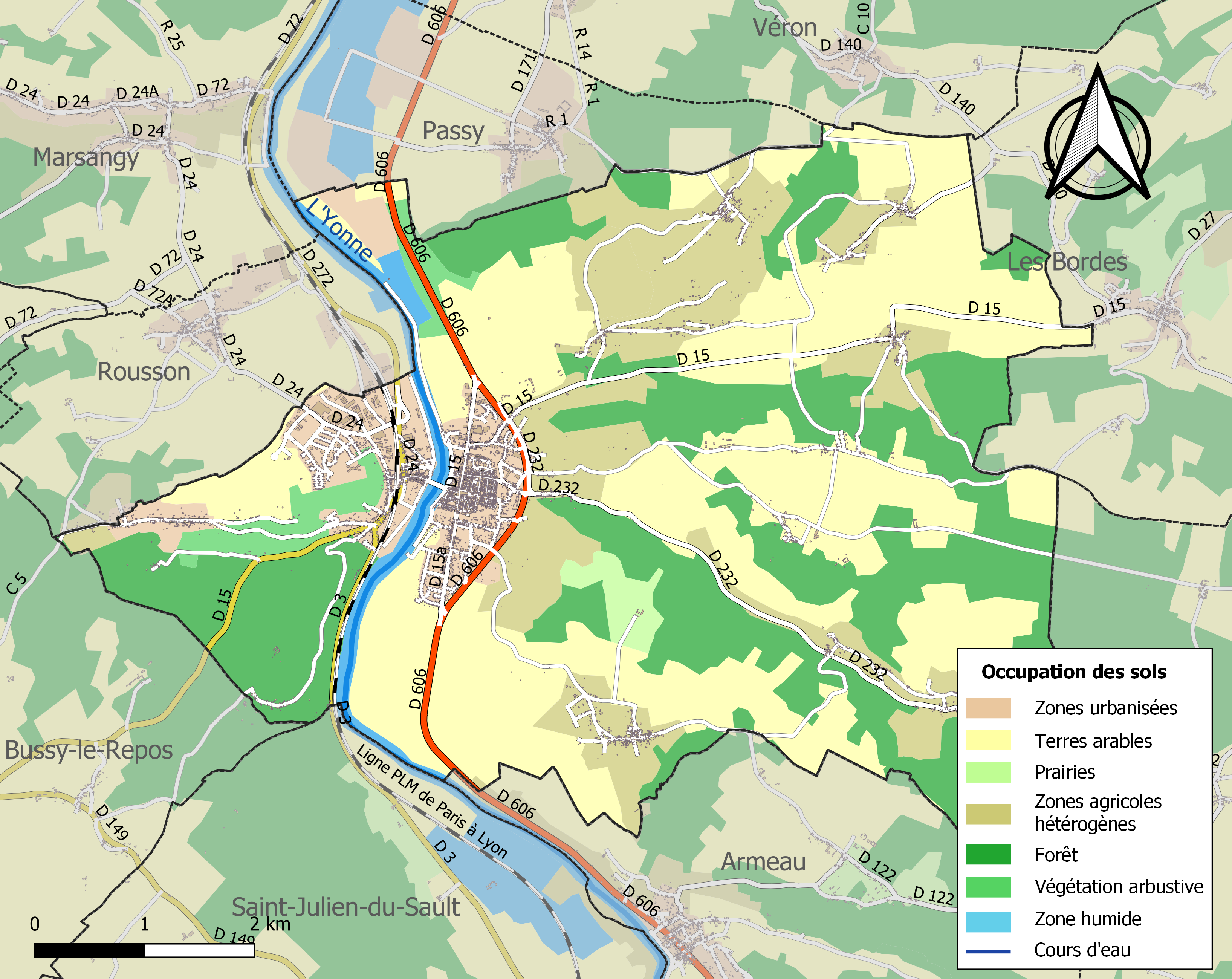

## Demografie
Onderstaande figuur toont het verloop van het inwonertal (bron: INSEE-tellingen).

## Bezienswaardigheden
De kerk Notre-Dame-de-l'Assomption is gebouwd in gotische stijl maar heeft een voorgevel in renaissancestijl. Delen van de voormalige stadsmuur zijn bewaard gebleven waaronder twee stadspoorten: Porte de Sens en Porte de Joigny. Ook zijn er nog resten van de koninklijke donjon. De 210 meter lange Pont Saint-Nicolas is een brug over de Yonne uit de 13e eeuw.
Aan het einde van de 19e eeuw en het begin van de 20e eeuw verbleven kunstschilders regelmatig in Villeneuve-sur-Yonne. Schilders van Les Nabis verbleven er in de zomers van 1897, 98 en 99 in een huis gehuurd door Thadée en Misia Natanson. Musée-Galerie Carnot stelt werken tentoon van schilders die in en rond de gemeente werkten, zoals Francis Picabia, Charles-Théodore Balké, Louise-Renée Lacroix, Berthold Mahn, Gaëtan de Rosnay, Michel de Gallard en Claude Autenheimer.

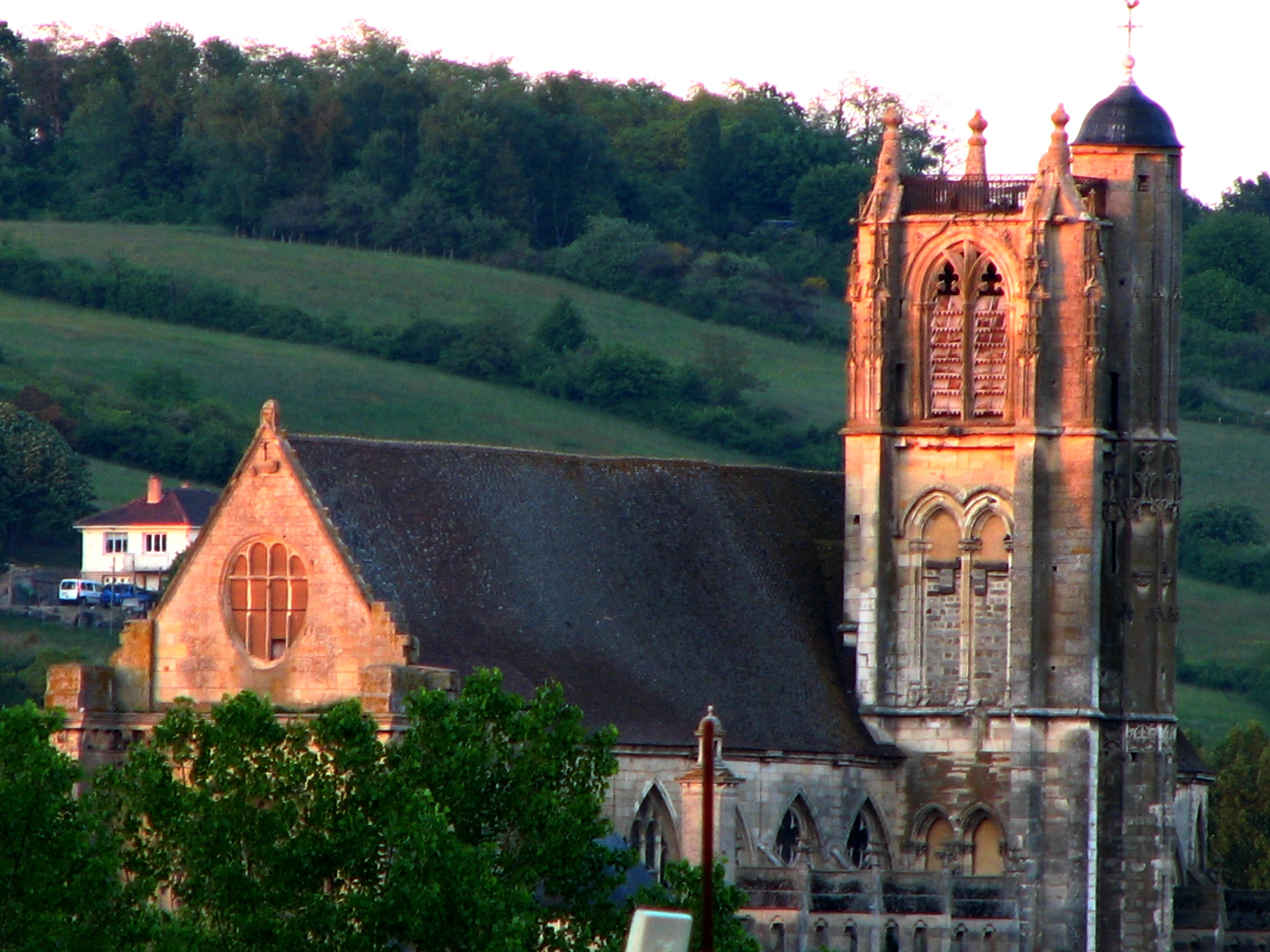
Kerk Notre-Dame-de-l'Assomption
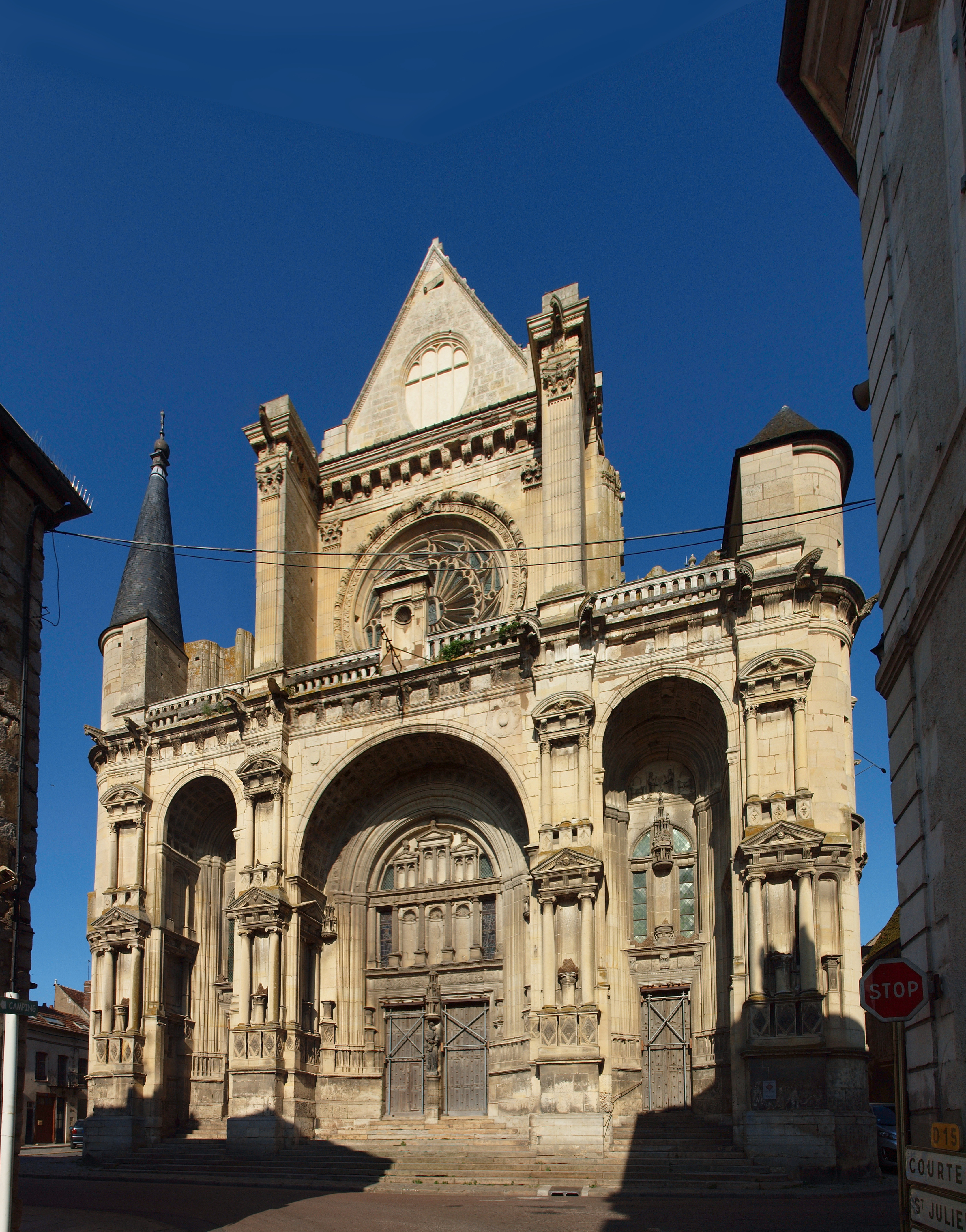
voorgevel van de kerk
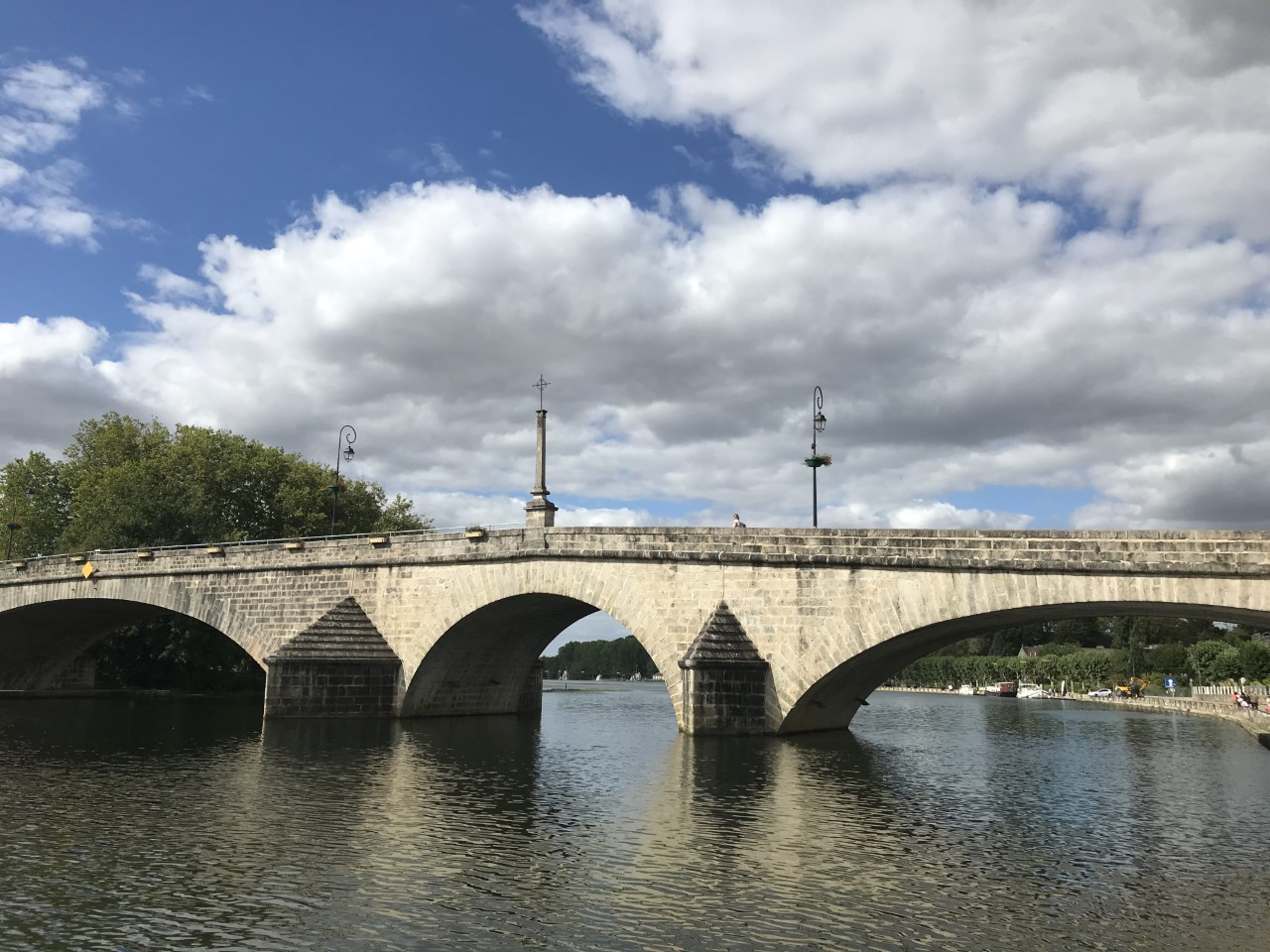
Pont Saint-Nicolas
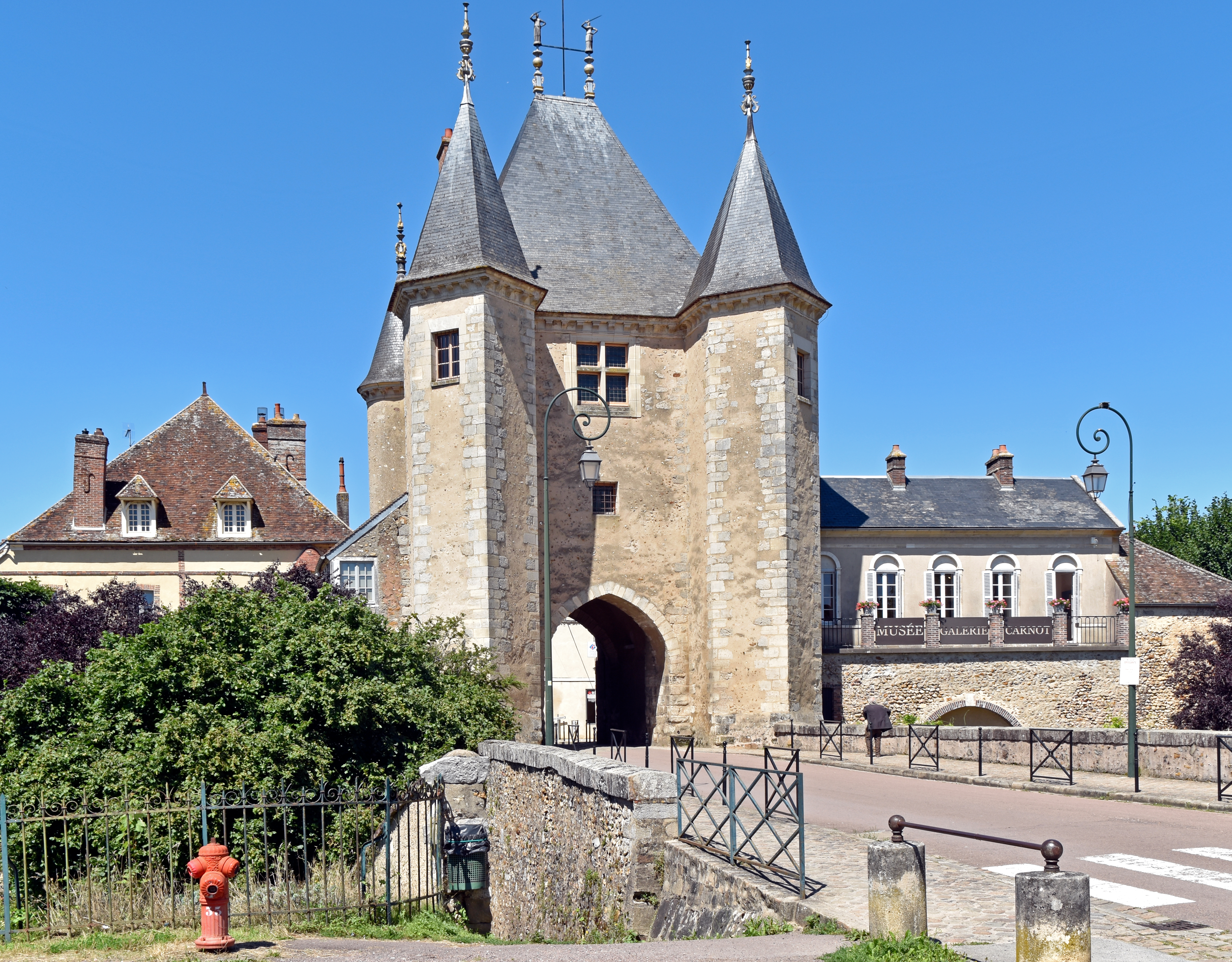
Porte de Joigny
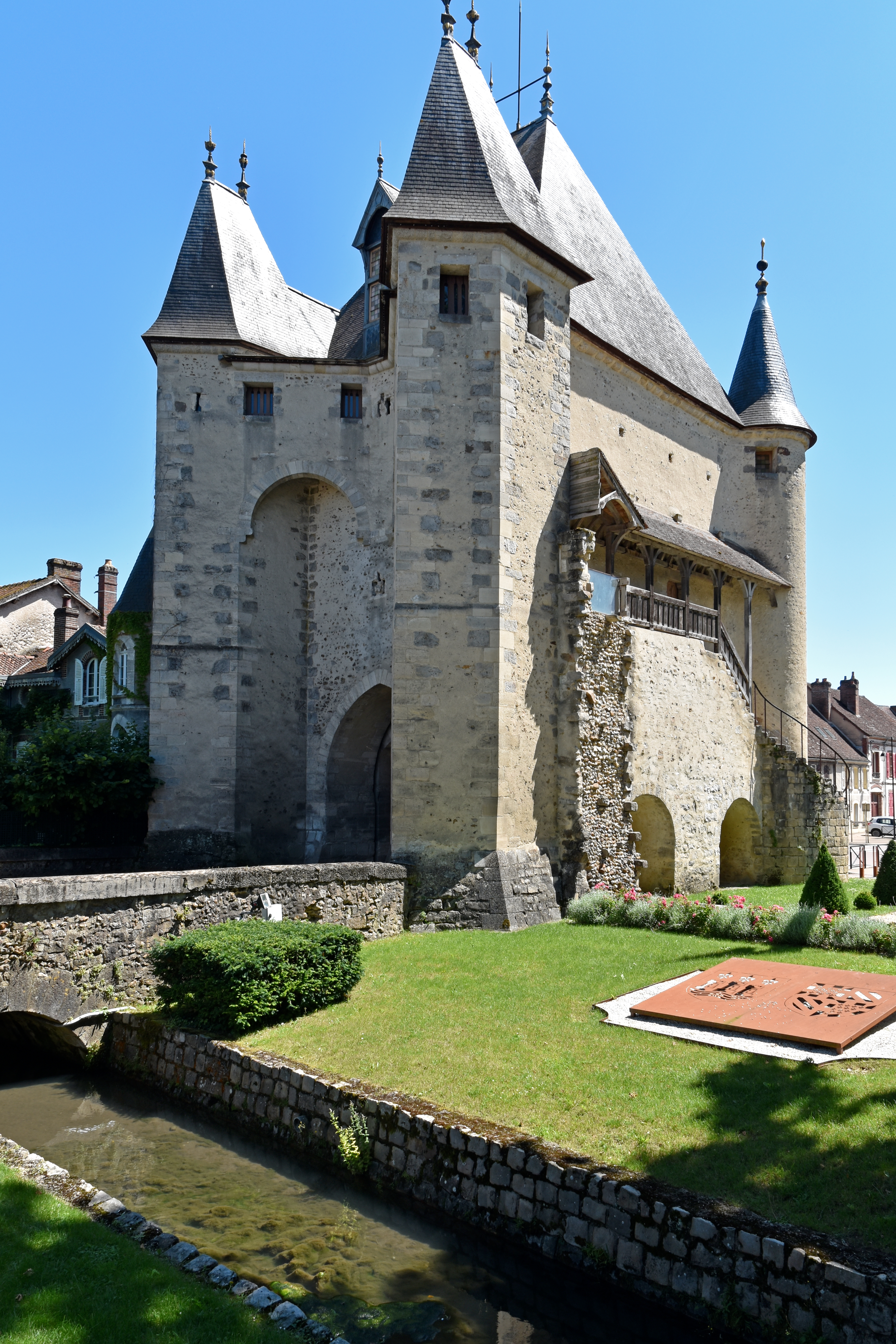
Porte de Sens
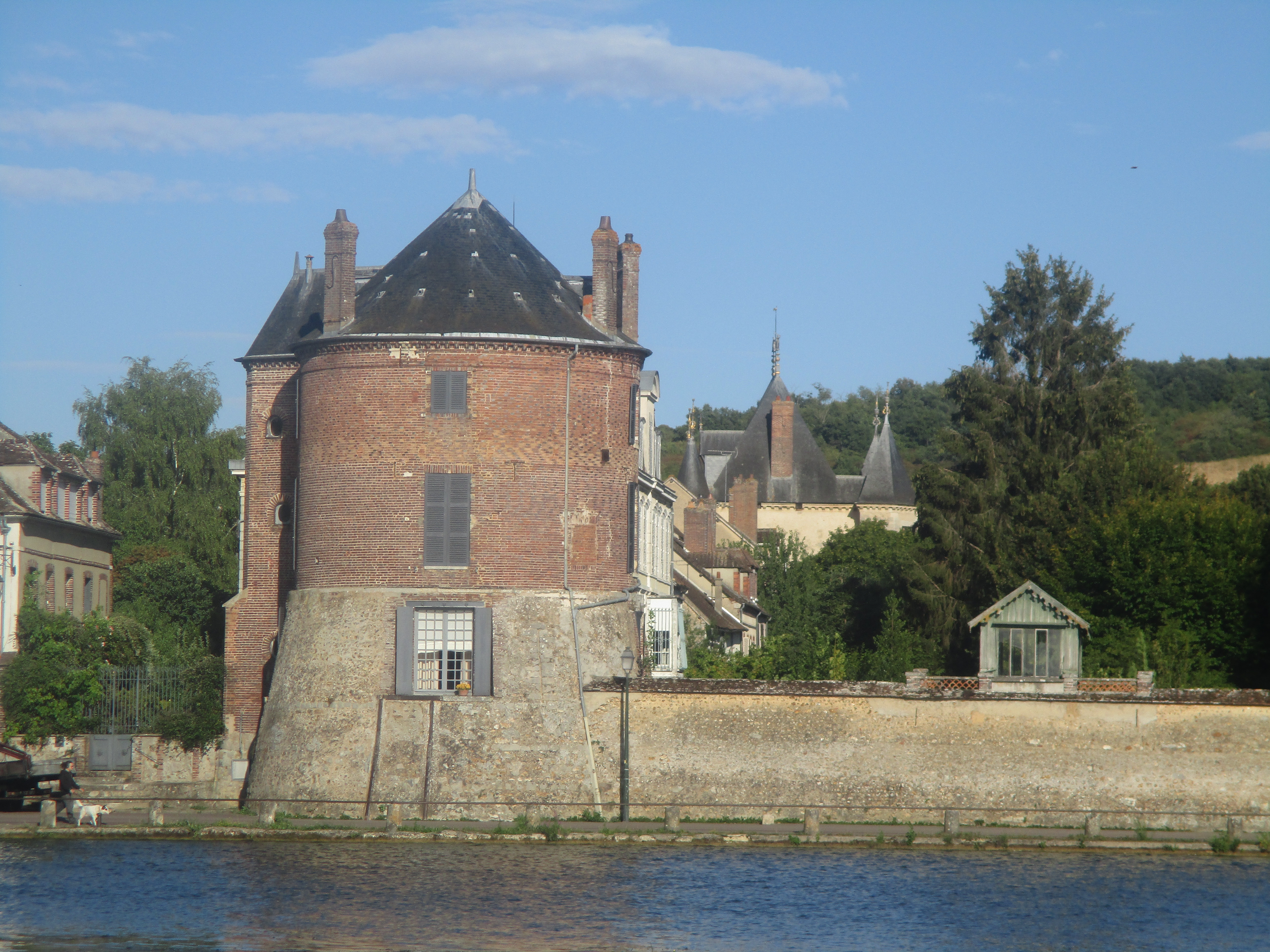
Tour Bonneville
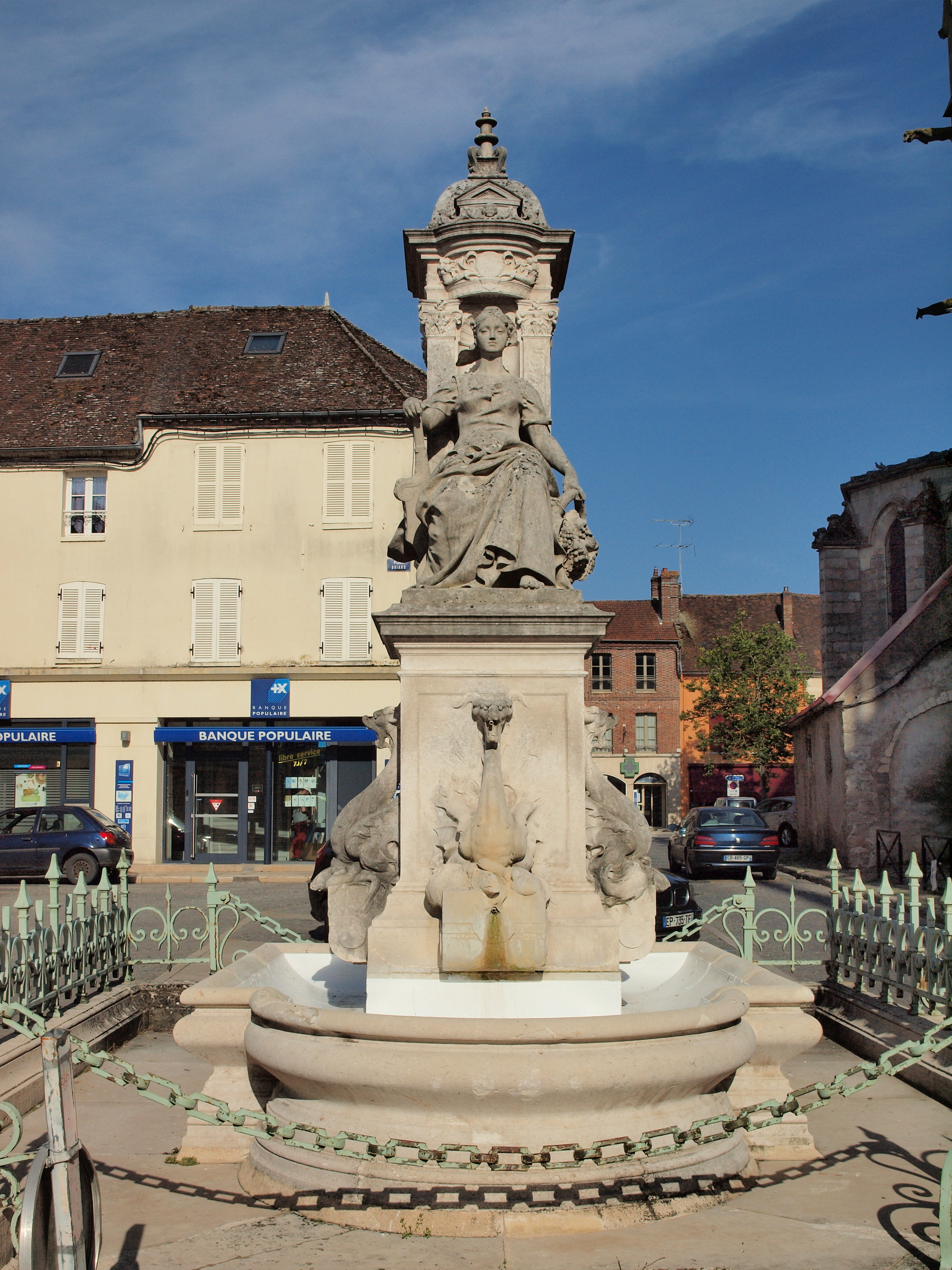
Fontaine Briard

## Geboren
- Émile Peynot (1850-1932), beeldhouwer